# バルボフィラム・ロスチャイルディアナム
バルボフィラム・ロスチャイルディアナム Bulbophyllum rothschildianum は、マメヅタラン属に含まれるラン科植物。この類ではもっとも優美なものとされ、洋ランとして栽培される。

## 特徴
この種はシルホペタルムと称されるものの一つで、左右が融合した側萼片が長く伸び、数輪を輪生状につけるものであるが、この種はこれが大きくかつ長く伸び、非常に目立つものである。
常緑性多年草で、着生植物。偽球茎は高さ2-3cm、密に生じる。葉はその先端に1枚だけ付け、長さは10-20cm、広線形で革質。
開花期は秋。花茎は偽球茎の基部から出て10-15cmほどに伸び、先端に輪生状に5-8輪の花をつける。花は黄緑色の地色に赤紫の紋や筋模様を多く乗せ、全体には紫紅色に見える。背萼片、側花弁は小さく三角状で小さく目立たない。いずれにも赤紫の筋模様があり、その周辺、特に先端にフリル状の付属物をつける。それらの付属物は風に揺れる。唇弁も小さく三角状で赤紫。
側萼片は左右が平行して前方に伸びる。基部は反り返り、半ばでは左右が融合する。幅はすぐに広がってそこからは次第に狭まり、先端は細く鞭状にのびる。全体に紫紅色の斑紋が細かく散る。長さは全体で15-20cmほどにもなる。表面には細かな毛を密布する。唇弁は肉質で舌状、桃赤色。
種小名は人名による。

## 分布と生育環境
インド・ダージリンに産する。温帯域の雲霧林で樹幹に着生している。

## 利用
洋ランとして栽培される。この類ではもっとも優美との評がある。
また本種を元にした交配品種も作出されており、ラブリーエリザベス Bulb. Lovely Elizabeth など、本種の花形や花色を引き継いだ美しいものがある。